# Marathon de Londres 2020
Navigation
2019 2021
Le Marathon de Londres de 2020 est la 40e édition du Marathon de Londres au Royaume-Uni qui a lieu le dimanche 4 octobre 2020.
La course masculine est remportée par l'Ethiopien Shura Kitata, dans le temps de 2 h 5 min 41 s. L'épreuve féminine est remportée par la Kényane Brigid Kosgei, déjà gagnante l'année précédente, en 2 h 18 min 58 s.

## Faits marquants
- Seuls les coureurs élite sont autorisés à courir. En raison de la pandémie de Covid-19 au Royaume-Uni, la course pour la catégorie amateurs est annulée.

- Le parcours est modifié. Il s'agit d'une boucle de 2,15 km au tour de St James's Park à parcourir 19.6 fois.

- C'est la première fois que l'Éthiopien Shura Kitata s'impose dans un World Marathon Majors.

- Le Kényan et grand favori Eliud Kipchoge termine à une décevante 8e place. C'est la première fois qu'il est battu sur marathon depuis 2013.

- L'Autrichien Peter Herzog bat le record d'Autriche de 38 secondes en terminant douzième en 2 h 10 min 6 s[1].

## Résultats

### Hommes
| Rang | Athlète              | Nationalité | Temps         |
| ---- | -------------------- | ----------- | ------------- |
| 1    | Shura Kitata         | Éthiopie    | 02:05:41      |
| 2    | Vincent Kipchumba    | Kenya       | 02:05:42      |
| 3    | Sisay Lemma          | Éthiopie    | 02:05:45      |
| 4    | Mosinet Geremew      | Éthiopie    | 02:06:04      |
| 5    | Mule Wasihun         | Éthiopie    | 02:06:08      |
| 6    | Tamirat Tola         | Éthiopie    | 02:06:41      |
| 7    | Benson Kipruto       | Kenya       | 02:06:42      |
| 8    | Eliud Kipchoge       | Kenya       | 02:06:49      |
| 9    | Sondre Nordstad Moen | Norvège     | 02:09:01      |
| 10   | Marius Kipserem      | Kenya       | 02:09:25      |
| 11   | Stephen Scullion     | Irlande     | 02:09:25      |
| 12   | Peter Herzog         | Autriche    | 02:10:06 (RN) |
| 13   | Jonathan Mellor      | Royaume-Uni | 02:10:38      |
| 14   | Tristan Woodfine     | Canada      | 02:10:51      |
| 15   | Ben Connor           | Royaume-Uni | 02:11:20      |
| 16   | Juan Luis Barrios    | Mexique     | 02:11:37      |
| 17   | Jared Ward           | États-Unis  | 02:12:38      |
| 18   | Joshua Griffiths     | Royaume-Uni | 02:13:11      |
| 19   | Chris Thompson       | Royaume-Uni | 02:13:32      |
| 20   | Charlie Hulson       | Royaume-Uni | 02:13:34      |

Source : site de l'organisateur.

### Femmes
| Rang | Athlète          | Nationalité    | Temps    |
| ---- | ---------------- | -------------- | -------- |
| 1    | Brigid Kosgei    | Kenya          | 02:18:58 |
| 2    | Sara Hall        | États-Unis     | 02:22:01 |
| 3    | Ruth Chepngetich | Kenya          | 02:22:05 |
| 4    | Ashete Bekere    | Éthiopie       | 02:22:51 |
| 5    | Alemu Megertu    | Éthiopie       | 02:24:23 |
| 6    | Molly Seidel     | États-Unis     | 02:25:13 |
| 7    | Gerda Steyn      | Afrique du Sud | 02:26:51 |
| 8    | Sinead Diver     | Australie      | 02:27:07 |
| 9    | Darya Mykhaylova | Ukraine        | 02:27:29 |
| 10   | Valary Jemeli    | Kenya          | 02:28:18 |
| 11   | Edith Chelimo    | Kenya          | 02:29:03 |
| 12   | Ellie Pashley    | Australie      | 02:31:31 |
| 13   | Natasha Cockram  | Royaume-Uni    | 02:33:19 |
| 14   | Naomi Mitchell   | Royaume-Uni    | 02:33:23 |
| 15   | Tracy Barlow     | Royaume-Uni    | 02:34:42 |
| 16   | Tish Jones       | Royaume-Uni    | 02:36:25 |
| 17   | Lindsay Flanagan | États-Unis     | 02:37:16 |
| 18   | Bo Ummels        | Pays-Bas       | 02:39:54 |

Source : site de l'organisateur.